# Лиува
Вижте пояснителната страница за други значения на Лиува.
Национален парк Лиува се намира в Западната провинция на страната на Замбия в близост до река Замбези и границата с Ангола. През XIX е създаден като ловен резерват и едва през 1972 г. е обявен за национален парк.
Паркът е доста отдалечен от главните пътища на страната. Най-близкият голям населен пункт е градчето Калабо намиращо се на 40 km южно от него. До него обаче би могло да се достигне само от регионалната столица Монгу, преминавайки по лоши пътища и през понтонен мост над река Замбези. В националния парк липсва добре организиран лагер за посрещане на туристи. Това са и основните причини той да е изключително слабо посетен.
Паркът е разположен западно от река Замбези и се характеризира с наличието на открити тревни площи, които се обитават от множество тревопасни видове бозайници. Районът е изключително богат както на местни така и на мигриращи видове птици.